# Monsterjægerne
Monsterjægerne er en dansk komedie/familie/gyserfilm fra 2009. Den er skrevet af Lars Mering og instrueret af Martin Schmidt. Filmen havde Danmarkspremiere 9. oktober, er produceret af M&M Productions og distribueret af Nordisk Film.
I filmen medvirker bl.a Carl Winther, Toke Lars Bjarke, Lærke Janken, Mathias Mandrup Larsen, Peter Mygind og Mette Horn.
Filmen bygger på den danske børnebogsserie Monsterjægerne af Jacob Weinreich og Martin Weinreich.

## Medvirkende
- Carl Winther – Oliver
- Toke Lars Bjarke – Lasse
- Lærke Janken – Sofie
- Mathias Mandrup Larsen – Marcus
- Sara Mering – Luna
- Joshua Berman – Philip
- Peter Mygind – Tom
- Mette Horn – Gitte
- Kjeld Nørgaard – Peter
- Robert Hansen – Torben
- Paw Henriksen – Niels
- Anna Neye Poulsen – Dorte
- Jonas Schmidt – Pedel
- Leonora Alkærsig Nielsen - Anna